# Walcownia (Sławków)
Walcownia – część miasta Sławków w województwie śląskim, powiecie będzińskim
Miejscowość znajduje się bezpośrednio na granicy Sławkowa jak i całego województwa granicząc z województwem małopolskim. Położona jest w Pagórach Jaworznickich, nad Białą Przemszą. Stanowi ją ul. Walcownia. Przypisaną jest pod nią 26 adresów.
Miejscowość powstała jako osiedle robotnicze dla wybudowanej w 1826 roku walcowni. Budynek był przebudowywany w 1833 roku. Ponownie około roku 1870. Pod koniec istnienia zakładu osiedle liczyło 61 domów (w tym 30 murowanych) oraz 626 mieszkańców. Zakład zamknięto w 1888 roku. W 1935 roku w miejscowości mieszkało 150 osób. W 2020 roku w Walcowni powstała ścieżka edukacyjna.
Przez Walcownie przechodzi szlak turystyczny:
 – Via Regia droga św. Jakuba (Zgorzelec – Medyka)